# Campionat del món d'escacs femení de 1956
El campionat del món d'escacs femení de 1956 fou guanyat per Olga Rubtsova, que va esdevenir la quarta campiona del món.
El Torneig de Candidates el va guanyar Rubtsova. En lloc de jugar un matx contra la campiona regnant Ielizaveta Bíkova, la FIDE va dictaminar que el campionat es decidís en un torneig entre Rubtsova, Bíkova, i Liudmila Rudenko, excampiona, i perdedora del darrer matx pel campionat del món.

## Torneig de Candidates, 1955
El Torneig de Candidates es va celebrar a Moscou l'octubre de 1955. Rubtsova va guanyar per un estret marge, només mig punt per damunt de la seva perseguidora més propera.
|    | Jugadora                              | 1 | 2 | 3 | 4 | 5 | 6 | 7 | 8 | 9 | 10 | 11 | 12 | 13 | 14 | 15 | 16 | 17 | 18 | 19 | 20 | Punts | Desempat |
| -- | ------------------------------------- | - | - | - | - | - | - | - | - | - | -- | -- | -- | -- | -- | -- | -- | -- | -- | -- | -- | ----- | -------- |
| 1  | Olga Rubtsova (Unió Soviètica)        | - | 0 | 0 | 1 | ½ | ½ | 1 | 1 | ½ | ½  | 1  | 1  | 1  | 1  | 1  | 1  | 1  | 1  | 1  | 1  | 15    |          |
| 2  | Larissa Volpert (Unió Soviètica)      | 1 | - | ½ | ½ | ½ | 1 | ½ | 1 | 1 | ½  | 1  | ½  | 1  | ½  | ½  | 1  | 1  | ½  | 1  | 1  | 14½   |          |
| 3  | Edith Keller-Herrmann (RDA)           | 1 | ½ | - | 1 | 1 | ½ | 0 | 1 | 0 | ½  | 1  | ½  | 1  | 0  | 1  | 1  | 1  | 1  | 1  | 1  | 14    |          |
| 4  | Kira Zvorykina (Unió Soviètica)       | 0 | ½ | 0 | - | 1 | 1 | 1 | 1 | 0 | 1  | ½  | 1  | 0  | 1  | ½  | 1  | 1  | 1  | 1  | 1  | 13½   |          |
| 5  | Valentina Borissenko (Unió Soviètica) | ½ | ½ | 0 | 0 | - | 1 | ½ | 0 | ½ | ½  | ½  | 1  | 1  | 1  | 1  | 1  | 1  | 1  | 1  | 1  | 13    |          |
| 6  | Verica Nedeljković (Iugoslàvia)       | ½ | 0 | ½ | 0 | 0 | - | ½ | 0 | 1 | ½  | 1  | 1  | 1  | ½  | 1  | 1  | 1  | 1  | 1  | 1  | 12½   |          |
| 7  | Milunka Lazarević (Iugoslàvia)        | 0 | ½ | 1 | 0 | ½ | ½ | - | 0 | 0 | 1  | ½  | 1  | 1  | 1  | 1  | 0  | 1  | 1  | 1  | 1  | 12    |          |
| 8  | Antonia Ivanova (Bulgària)            | 0 | 0 | 0 | 0 | 1 | 1 | 1 | - | 1 | ½  | ½  | 1  | 1  | 1  | 0  | 1  | ½  | 1  | ½  | ½  | 11½   |          |
| 9  | Fenny Heemskerk (Països Baixos)       | ½ | 0 | 1 | 1 | ½ | 0 | 1 | 0 | - | ½  | ½  | 0  | 1  | 0  | 0  | 1  | 0  | 1  | 1  | 1  | 10    |          |
| 10 | Olga Ignatieva (Unió Soviètica)       | ½ | ½ | ½ | 0 | ½ | ½ | 0 | ½ | ½ | -  | ½  | ½  | ½  | ½  | 1  | 1  | ½  | 1  | 0  | ½  | 9½    | 84.25    |
| 11 | Gisela Kahn Gresser (Estats Units)    | 0 | 0 | 0 | ½ | ½ | 0 | ½ | ½ | ½ | ½  | -  | ½  | ½  | 1  | ½  | 0  | 1  | 1  | 1  | 1  | 9½    | 70.50    |
| 12 | Chantal Chaudé de Silans (França)     | 0 | ½ | ½ | 0 | 0 | 0 | 0 | 0 | 1 | ½  | ½  | -  | ½  | ½  | ½  | 1  | 1  | 1  | 1  | 1  | 9½    | 67.75    |
| 13 | Sonja Graf-Stevenson (Estats Units)   | 0 | 0 | 0 | 1 | 0 | 0 | 0 | 0 | 0 | ½  | ½  | ½  | -  | 1  | 1  | 1  | 1  | 1  | 1  | 1  | 9½    | 63.75    |
| 14 | Eva Kertesz (Hongria)                 | 0 | ½ | 1 | 0 | 0 | ½ | 0 | 0 | 1 | ½  | 0  | ½  | 0  | -  | 1  | 0  | ½  | 0  | ½  | 1  | 7     |          |
| 15 | Josefa Gurfinkel (Unió Soviètica)     | 0 | ½ | 0 | ½ | 0 | 0 | 0 | 1 | 1 | 0  | ½  | ½  | 0  | 0  | -  | 0  | ½  | 0  | 1  | 1  | 6½    | 53.75    |
| 16 | Krystyna Hołuj (Polònia)              | 0 | 0 | 0 | 0 | 0 | 0 | 1 | 0 | 0 | 0  | 1  | 0  | 0  | 1  | 1  | -  | 0  | ½  | 1  | 1  | 6½    | 43.25    |
| 17 | Mona May Karff (Estats Units)         | 0 | 0 | 0 | 0 | 0 | 0 | 0 | ½ | 1 | ½  | 0  | 0  | 0  | ½  | ½  | 1  | -  | 1  | 0  | ½  | 5½    |          |
| 18 | Celia Baudot de Moschini (Argentina)  | 0 | ½ | 0 | 0 | 0 | 0 | 0 | 0 | 0 | 0  | 0  | 0  | 0  | 1  | 1  | ½  | 0  | -  | 1  | ½  | 4½    |          |
| 19 | Ruzena Sucha (Txecoslovàquia)         | 0 | 0 | 0 | 0 | 0 | 0 | 0 | ½ | 0 | 1  | 0  | 0  | 0  | ½  | 0  | 0  | 1  | 0  | -  | 1  | 4     |          |
| 20 | Berna Carrasco (Xile)                 | 0 | 0 | 0 | 0 | 0 | 0 | 0 | ½ | 0 | ½  | 0  | 0  | 0  | 0  | 0  | 0  | ½  | ½  | 0  | -  | 2     |          |

## Torneig pel campionat, 1956
El torneig pel campionat del món es va celebrar a Moscou el 1956. Cada jugadora va disputar un mini-matx a 8 partides contra cadascuna de les altres dues, i fou Rubtsova qui finalment s'endugué el títol.
|   | Jugadora                           | 1  | 2  | 3  | Total |
| - | ---------------------------------- | -- | -- | -- | ----- |
| 1 | Olga Rubtsova (Unió Soviètica)     | -  | 4½ | 5½ | 10    |
| 2 | Ielizaveta Bíkova (Unió Soviètica) | 3½ | -  | 6  | 9½    |
| 3 | Liudmila Rudenko (Unió Soviètica)  | 2½ | 2  | -  | 4½    |